# Nekrolog 1461
Nekrolog
◄◄
| ◄
| 1457
| 1458
| 1459
| 1460
| 1461 | 1462 | 1463 | 1464 | 1465 | ► | ►►
Weitere Ereignisse | Allgemeiner Nekrolog 1461
Die Beschreibung der verstorbenen Person sollte so kurz wie möglich gehalten sein und nur deren signifikante Tätigkeit(en) enthalten.
Neue Namen ggf. auch unter dem Geburts- und Sterbedatum, also etwa unter 1. Januar und im Geburts- und Sterbejahr (2024) eintragen (nur bei entsprechender großer Wichtigkeit). Für Beispiele siehe die schon vorhandenen Artikel.
Außerdem über die fünf zuletzt Verstorbenen, zu denen es einen ausreichend guten Artikel für eine Präsentation auf der Hauptseite gibt, nach der todesbedingten Überarbeitung der Artikel ggf. auch unter Wikipedia Diskussion:Hauptseite informieren und sie am besten auch in den anderen Wikipedia-Sprachversionen eintragen. Tipp: Regelmäßig bei news.google.de nach „ist tot“, „gestorben“ oder „verstorben“ suchen.
Wenn eine Person gestorben ist, gibt es viele Seiten zu dieser Person in der Wikipedia, die davon auch betroffen sind und entsprechend aktualisiert werden müssen. Beispiele: Namenübersichtsseite, Geburtsjahr, Geburtsort-Seiten und viele mehr.
Wie finde ich die betroffenen Seiten?
Im Suchfeld auf der linken Seite gibt man den Suchbegriff so ein: „Vorname Nachname“. Dann klickt man auf Volltext und alle Seiten mit entsprechendem Suchtext werden aufgerufen. Hier sieht man dann schnell, wo auch das Todesjahr Sinn macht oder sogar ein Teil des Artikels angepasst werden muss. Auch hilft das „Werkzeug“ auf der linken Seite sehr gut, um solche Seiten aufzufinden: „Links auf diese Seite“. Somit ist die Wikipedia wieder aktuell in allen Bereichen! Hinweis: bei Eintragung der Kategorie „Gestorben JAHR“ wird der Missbrauchsfilter 49 ausgelöst, was jedoch nicht schlimm ist. Siehe: Spezial:Missbrauchsfilter/49
Dies ist eine Liste von im Jahr 1461 verstorbenen bekannten Persönlichkeiten. Die Einträge erfolgen innerhalb der einzelnen Daten alphabetisch sortiert. Tiere sind im Nekrolog für Tiere zu finden.

## Januar
| Tag        | Name           | Beruf, bekannt als                                                  | Alter | Beleg |
| ---------- | -------------- | ------------------------------------------------------------------- | ----- | ----- |
| 11. Januar | Heinrich Nacke | römisch-katholischer Geistlicher, Rektor der Universität Greifswald |       |       |

## Februar
| Tag         | Name               | Beruf, bekannt als          | Alter | Beleg |
| ----------- | ------------------ | --------------------------- | ----- | ----- |
| 3. Februar  | Owen Tudor         | Stammvater des Hauses Tudor |       |       |
| 17. Februar | John Grey of Groby | englischer Ritter           |       |       |

## März
| Tag      | Name                                    | Beruf, bekannt als                | Alter | Beleg |
| -------- | --------------------------------------- | --------------------------------- | ----- | ----- |
| 28. März | John Clifford, 9. Baron de Clifford     | englischer Adliger                | 25    |       |
| 28. März | John Stafford                           | englischer Jurist und Politiker   |       |       |
| 29. März | Ralph Bigod                             | englischer Ritter                 |       |       |
| 29. März | Ralph Dacre, 1. Baron Dacre of Gilsland | englischer Adeliger               |       |       |
| 29. März | Everard Digby                           | englischer Esquire                |       |       |
| März     | Bertrand V. de La Tour                  | französischer Adliger             |       |       |
| März     | Jean IV. de Vergy                       | französisch-burgundischer Adliger |       |       |

## April
| Tag      | Name                | Beruf, bekannt als        | Alter | Beleg |
| -------- | ------------------- | ------------------------- | ----- | ----- |
| 8. April | Georg von Peuerbach | österreichischer Astronom | 37    |       |

## Juni
| Tag     | Name               | Beruf, bekannt als  | Alter | Beleg |
| ------- | ------------------ | ------------------- | ----- | ----- |
| 5. Juni | Stephan Krumenauer | deutscher Architekt |       |       |

## Juli
| Tag      | Name          | Beruf, bekannt als                              | Alter | Beleg |
| -------- | ------------- | ----------------------------------------------- | ----- | ----- |
| 5. Juli  | Otto I.       | Pfalzgraf und Herzog von Pfalz-Mosbach-Neumarkt | 70    |       |
| 22. Juli | Karl VII.     | König von Frankreich                            | 58    |       |
| Juli     | Stjepan Tomaš | König Bosniens                                  |       |       |

## August
| Tag        | Name             | Beruf, bekannt als               | Alter | Beleg |
| ---------- | ---------------- | -------------------------------- | ----- | ----- |
| 14. August | Petrus Bösch     | Abt im Kloster St. Blasien       |       |       |
| 17. August | Jacques de Milly | Großmeister des Johanniterordens |       |       |

## September
| Tag           | Name           | Beruf, bekannt als   | Alter | Beleg |
| ------------- | -------------- | -------------------- | ----- | ----- |
| 23. September | Karl von Viana | kastilischer Adliger | 40    |       |

## Oktober
| Tag        | Name                       | Beruf, bekannt als                                                                                 | Alter | Beleg |
| ---------- | -------------------------- | -------------------------------------------------------------------------------------------------- | ----- | ----- |
| 7. Oktober | Jean Poton de Xaintrailles | französischer Ritter, Hauptmann, Stallmeister, Seneschall, Marschall und Mitstreiter Jeanne d’Arcs |       |       |
| 8. Oktober | Giorgio Fieschi            | Kardinal der katholischen Kirche                                                                   |       |       |
| 9. Oktober | Johann von Preen           | Bischof von Ratzeburg                                                                              |       |       |

## November
| Tag          | Name                             | Beruf, bekannt als                  | Alter | Beleg |
| ------------ | -------------------------------- | ----------------------------------- | ----- | ----- |
| 3. November  | Sigismund I. von Volkersdorf     | Salzburger Erzbischof               |       |       |
| 5. November  | Georg von Saluzzo                | Bischof von Aosta und Lausanne      |       |       |
| 6. November  | John Mowbray, 3. Duke of Norfolk | englischer Adliger                  |       |       |
| 15. November | Johann Lüneburg                  | Bürgermeister der Hansestadt Lübeck |       |       |

## Dezember
| Tag      | Name                                     | Beruf, bekannt als | Alter | Beleg |
| -------- | ---------------------------------------- | ------------------ | ----- | ----- |
| Dezember | Thomas Grey, 1. Baron of Richemount Grey | englischer Adliger |       |       |

## Datum unbekannt
| Tag | Name                         | Beruf, bekannt als                                               | Alter | Beleg |
| --- | ---------------------------- | ---------------------------------------------------------------- | ----- | ----- |
|     | Hans Acker                   | deutscher Glasmaler                                              |       |       |
|     | Alfons von Braganza          | portugiesischer Herzog; unehelicher Sohn Johanns I. von Portugal |       |       |
|     | Gerhard von der Mark zu Hamm | Regent der Grafschaft Mark                                       |       |       |
|     | Tanne Kankena                | ostfriesischer Häuptling                                         |       |       |
|     | Martin Le Franc              | französischer Autor und Kleriker                                 |       |       |
|     | Markart Merklin              | Bürgermeister der Reichsstadt Heilbronn                          |       |       |
|     | Baudot de Noyelles-Wion      | Ritter des Ordens vom Goldenen Vlies                             |       |       |
|     | Reinhard von Dalwigk         | hessischer Ritter                                                |       |       |
|     | Sophie Holszańska            | Königin von Polen und Großfürstin von Litauen                    |       |       |